# 伊丽莎白二世葬礼
伊丽莎白二世葬礼（英語：The State Funeral of Elizabeth II）於當地時間2022年9月19日舉行，聯合王國与英联邦王国女王伊丽莎白二世於2022年9月8日在巴爾莫勒爾堡逝世，靈柩於11日自巴爾莫勒爾堡移送愛丁堡的荷里路德宮，12日在聖吉爾斯大教堂舉行儀式後，靈柩安放在当地供民眾24小时弔唁，而後運回倫敦，於同月19日在倫敦西敏寺大教堂舉行国葬，當日下午正式下葬溫莎城堡聖喬治禮拜堂喬治六世紀念禮拜堂。

## 筹备
女王伊丽莎白二世的國葬典礼於2022年9月19日上午11点在西敏寺大教堂举行，是該教堂自1760年国王乔治二世駕崩以来首个英国君主葬礼，也是1965年首相丘吉尔葬礼以来的首个国葬。考虑到后勤规划、外交礼节及安保的复杂程度，女王的葬礼將是丘吉尔葬礼以来英国规模最大的国葬，預計有500名外国使节（包括国家元首）到场出席。除了俄罗斯、白俄罗斯及缅甸，英方向所有建交国发出邀请。
自1960年代女王登基以来，女王去世后的安排一直存在。全国哀悼期间，伦敦每天大约有1万名警察当值。軍情五處和政府通信总部与反恐警察负责安保工作，伦敦警察厅则提供葬礼当天的现场安保。、伞兵、皇家海警、皇家宪兵及皇家空军共抽调1500人参与安保工作，同时军方派出一架野猫直升机对西敏寺范围进行高空侦察。骑警负责温莎城堡范围的安保工作，同时采用无人机纪录范围内的活动。泰晤士河谷警察局表示会在葬礼开始前巡察繁忙航道。警犬将在温莎城堡范围内嗅探电话亭、排水沟和垃圾箱中的可疑物品。西敏市议会安排清道夫清洁伦敦市中心不同地段。葬礼前夕，伦敦各酒店房价有所上调。葬礼当天会有加开列车，方便全英国各地民众往返伦敦瞻仰女王及出席葬礼。
由于现场座位有限，出席的国家元首只能由伴侣陪同，代表团人数也要尽可能少。英国政府向受邀外国政要发出指引，指示对方尽量乘坐商业航班抵达希斯路機場，避免使用私人飞机，以免出现塞车；确实要乘坐私人飞机的，需要到其他机场降落。此外，指引还指示对方在葬礼当天不要使用私家车，而是到伦敦的一个地点集合，由官方派出长途汽车接送到西敏寺。首相卓慧思发言人表示相关指引非强制性，到时会每位领导人的需求作出调整，比如美国总统乔·拜登不会和别人共乘巴士，而是乘坐美國總統座車直接抵达西敏寺。葬礼结束后，所有外国贵宾会出席外交大臣祁湛明举行的招待会。

## 葬礼过程

从伦敦公园径洲际酒店拍摄女王灵柩穿过威靈頓拱門的画面。

上午10点44分，灵柩从西敏厅出发，在英国皇家海军国事炮架的搭载下前往西敏寺。按照1910年爱德华七世国葬及之后的惯例，142名皇家海军的水手牵引炮架步行前进，国王、长公主、约克公爵、威塞克斯和福法尔伯爵、威尔士王子、苏塞克斯公爵、彼得·菲利普斯、斯诺登公爵、格洛斯特公爵、蒂莫西·劳伦斯爵士等皇室成员紧随其后约克公爵和苏塞克斯公爵等非正式成员未穿军装出席国葬及送葬仪式。灵柩上面有一个迷迭香，英国橡木，桃金娘，金色、粉色、酒红色及几片白色鲜花做成的花环，均采摘自白金汉宫、海格洛夫宫和克拉伦斯宫的花园。花束里有一张国王写的字卡，上面写着“谨以爱及忠诚铭记。查尔斯·R”（In loving and devoted memory. Charles R）。送葬队伍有约3000名军方人员，绵延一英里，涵盖七大主要兵种，每个兵种都派出自己的军乐团，从前到后依次为英联邦国家军队、英国皇家空军、英国陆军、英国皇家海军（兩個兵種），以及负责牵引炮架的皇家海军水手，负责护送队伍的掷弹兵卫队、荣誉绅士部队国王近卫队、御林卫士和皇家弓箭手连。约100万名民众在伦敦市中心的街道两旁围观。
10点52分，灵柩抵达西敏寺。仪式开始前，教堂的高音鐘每分钟敲响一下，代表女王走过一年，一共持续了96分钟。乔治十字勋章、维多利亚十字勋章、骑士团代表、各宗教团体代表步入教堂。现场奏响英国作曲家创作的音乐，包括奥兰多·吉本斯《幻想曲四部》（"Fantasia of four parts"）、雷夫·佛漢·威廉斯《第五交响曲》选段《浪漫》（"Romanza"）、彼得·马克斯韦尔·戴维斯《主安息于自家》（"Reliqui domum meum"）、哈罗德·达克的《主的兄弟雅各咏叹调之冥想曲》（"Meditation on 'Brother James's Air'"）、希利·威兰《夜思曲序曲》（"Prelude on 'Ecce jam noctis'"）、赫伯特·豪威尔斯《诗篇序曲第一套第二首》（"Psalm Prelude Set 1 No. 2"）、查尔斯·维利尔斯·斯坦福《情牵吾土，第194号作品第2首》（"In the Country, Op. 194 No. 2"）、马尔科姆·威廉森《天堂乐》《"Fantasy on 'O Paradise"》，以及愛德華·艾爾加的《挽歌，第58号作品》、《G大调奏鸣曲，第28号作品》（"Sonata in G Op. 28"）选段《充满感情的的行板》（"Andante espressivo"）和《长叹息》。灵柩抬入修道院的时候，西敏寺唱诗班与圣詹姆斯宫皇家礼拜堂分别唱响威廉·克罗夫特的《丧葬进行曲》前五段及后两段，詹姆斯·奥道威尔负责指挥。
西敏寺院长大卫·霍伊尔援引《1662年公祷书》，以劝勉文宣告仪式开始。第一首赞美诗《晨昏颂祷》（圣克莱门汀）过后，英联邦秘书长帕特里夏·史考蘭德宣读第一段经文，唱诗班以朱迪思·威尔歌曲《像鹿一样》唱出诗篇第42篇。第二段经文由英国首相莉兹·特拉斯读出，之后赞美诗《耶和華是我的牧者》（克里蒙德）唱响，为伊丽莎白二世与爱丁堡公爵婚礼时的歌曲。随后坎特伯雷大主教贾斯汀·韦尔比现场布道，唱诗班唱圣歌《灵魂归乡》（"My soul, there is a country"），曲调为休伯特·帕里的《送别曲》。约克大主教、西敏寺枢机主教、苏格兰教会大会主席和英国自由教会主席现场祈祷，唱诗班唱响雷夫·佛漢·威廉斯为1963年伊丽莎白二世加冕创作的《主怀恩惠》（"Taste and see how gracious the Lord is"）。赞美诗《神聖主愛》（布莱温）过后是主禱文，之后坎特伯雷大主教称颂，唱诗班演唱西敏寺教务总会（Dean and Chapter of Westminster）为国葬指定的歌曲、詹姆斯·麦克米兰创作的《谁能分离我们？》。最后西敏寺院长祝圣。11点55分，现场响起《最後崗位》，与会者默哀两分钟，以《起床号》结束。默哀期间，希斯罗机场暂停航班起降。中午12点整，现场响起英国国歌，之后是苏格兰风笛哀叹调《睡吧，亲爱的，睡吧》（"Sleep, dearie, sleep"），代表仪式结束。嘉宾散场时候，现场响起爱德华·埃尔加《G大调管风琴奏鸣曲》选段《轻快的快板》（"Allegro maestoso"）。

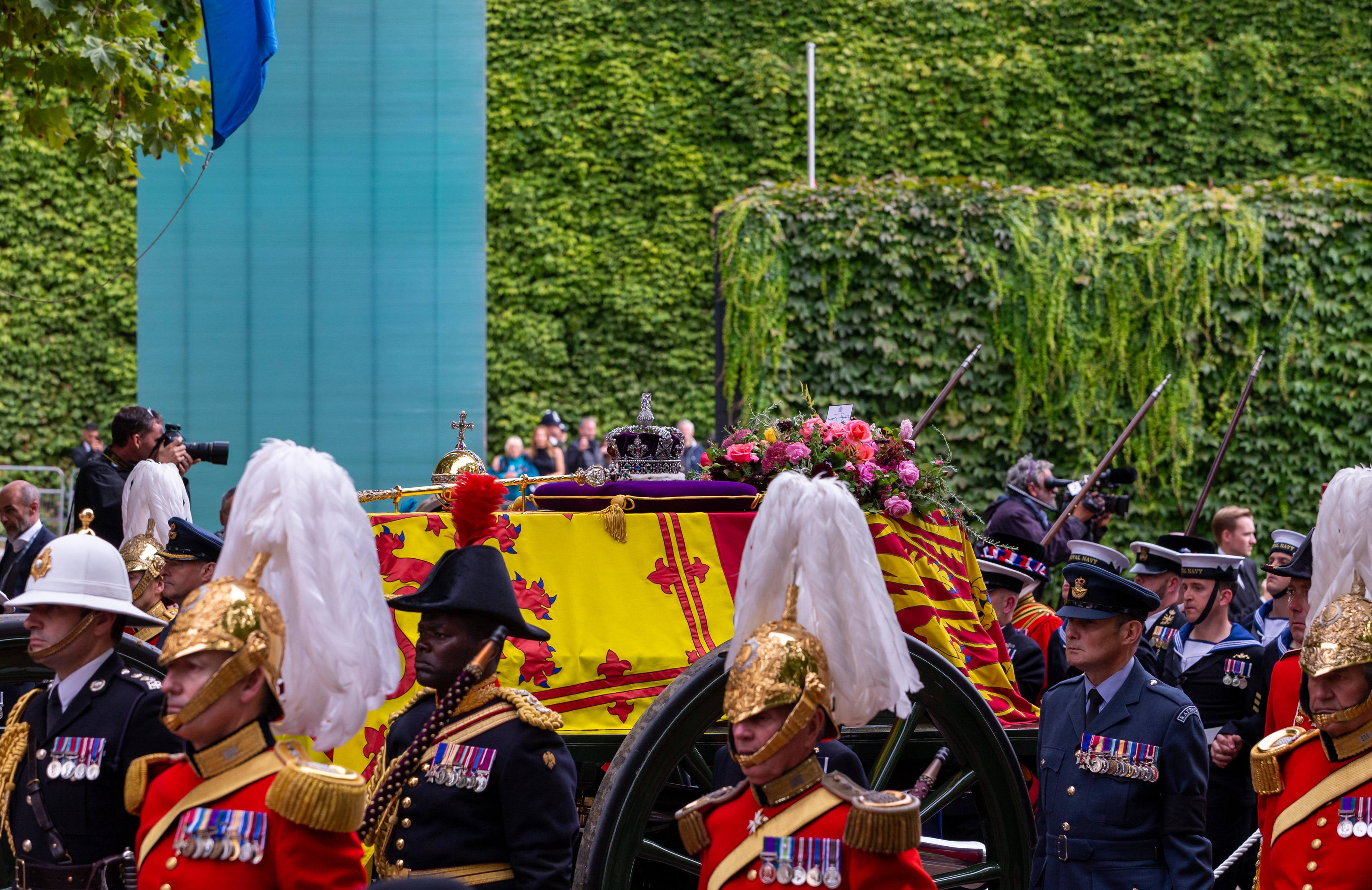
从騎兵衛隊閱兵場方向拍摄女王灵柩穿过林荫大道。

中午12点15分，送葬队伍从西敏寺出发，灵柩在98名皇家海军水手牵引的国事炮架搭载下穿过威靈頓拱門，由皇家加拿大騎警开道，国王、长公主、约克公爵、威塞克斯和福法尔伯爵、威尔士王子、苏塞克斯公爵、彼得·菲利普斯、斯诺登公爵、格洛斯特公爵、蒂莫西·劳伦斯爵士紧随其后。王后、威尔士王妃、威尔士乔治王子和夏洛特公主、威塞克斯和福法尔伯爵夫人、苏塞克斯公爵夫人、比阿特丽斯公主、尤金妮公主和格洛斯特公爵夫人各自乘车紧随队伍，期间大本钟每分钟敲响一遍。队伍穿过大圣护院（Broad Sanctuary）、议会广场、白厅、骑兵部队校场、骑兵卫队路、林荫大道和宪法山，海德公园的国王部队皇家骑马炮兵每分钟鸣响礼炮。白金汉宫的服务人员在大门外向队伍致敬。队伍途经的时候，戰爭紀念碑降下几面国旗，来访游客向队伍致敬。来到維多利亞女王紀念碑，国王卫兵献上皇家致敬。在威靈頓拱門，灵柩登上国事灵车，启程前往温莎城堡。下午1点30分，在长公主和蒂莫西·劳伦斯爵士陪同下，灵车正式出发，途经女王门、克伦威尔路，以及A4、A30和A308公路。
下午3点整，灵柩抵达温莎。约1000名军方人员组成的队伍从阿尔伯特路（Albert Road）出发，途经长步道（Long Walk），抵达圣乔治礼拜堂。棺材运往温莎城堡的时候，女王的御用小马艾玛（Emma）站在一边，皇家柯基犬穆克（Muick）和桑迪（Snady）也被牵了出来。国王、长公主、约克公爵、威塞克斯和福法尔伯爵、威尔士王子、苏塞克斯公爵、彼得·菲利普斯、斯诺扥伯爵、格洛斯特公爵和蒂莫西·劳伦斯爵士在方庭院加入队伍，塞瓦斯托波尔大钟和晚钟塔大钟（Curfew Tower Bell）响起，皇家骑马炮兵国王部队在温莎城堡东侧草坪拉响礼炮，每分钟拉一次。第一营掷弹兵卫队（1st Battalion Grenadier Guards）组成的仪仗队途经西侧台阶，将靈柩带進聖喬治禮拜堂舉行落葬禮拜，儀式結束後，灵柩稍晚将安放在喬治六世紀念禮拜堂女王父母、胞妹（骨灰）旁边。

## 放假安排
英国：葬礼当天（9月19日）被定为英国的银行假日，届时全英国的大中小学会停课一天。伦敦证券交易所暂停营业，大量企业暂停对外服务。國民保健署让各地的信托委员会决定是否暂停预约就诊服务，部分信托委员会已决定取消或重新安排非紧急预约。另外，多家食物银行也宣布在葬礼当天暂停服务，遭到外界批评，最终宣布维持开放。
 加拿大：总理賈斯汀·杜魯多宣布葬礼当天为联邦假日。然而放假人士仅限联邦政府雇员，银行和航空公司等联邦监管行业不放假。考虑到大约85%到90%的工作者任职于各省及地区政府监管的部门，他们放不放假要由各省及政府决定；而各省对放不放假的决定也存在分歧。加拿大零售业理事会、加拿大独立企业联合会等行业协会成功游说大多数省份不宣布葬礼为法定带薪假期，避免产业受到影响。全加拿大只有愛德華王子島省宣布女王国葬当天为完整的公众假期，所有企业必须停产，或向员工支付一倍半工资。大西洋省份紐芬蘭與拉布拉多省、新斯科舍省、新不倫瑞克省、不列颠哥伦比亚省宣布当天为一次性的省级假期或临时公众假期，政府部门暂时运作，私营企业可以选择放假。在不列颠哥伦比亚省，皇家公司旗下的大多数企业暂停运作。由于私营企业大多不放假，但学校放假，许多学生家长的日程安排被扰乱。安大略省、魁北克省和其他省份宣布不放假，改为宣布默哀日或纪念日。
 ：将9月22日定为全国哀悼日，届时全国放假，惟澳大利亚工业集团和澳大利亚医学协会批评政府临时增加假期影响企业及就诊预约。新西兰则将9月26日定为全国哀悼日，同样全国放假；当天惠灵顿的圣保罗座堂会举行国家哀悼活动。
 所罗门群岛：所罗门群岛总理梅纳西·索加瓦雷宣布9月12日全国放假，以哀悼君主伊丽莎白二世不幸离世。伯利兹宣布葬礼当天为全国公共假日。巴哈马政府与纽埃宣布9月19日为全国假日。巴布亚新几内亚宣布9月12日女王去世当天放假。安提瓜和巴布达、巴哈马群岛和伯利兹也在考虑设立国定假日。

## 电视转播
BBC一台于当天上午8点到下午5点直播葬礼过程。独立电视台启动旗下所有数码频道（ITV2、ITV3、ITV4、ITVBe和CITV）并机直播葬礼，为该台首次。天空英國也宣布所有频道并机直播。全英国有2800万人通过电视收看国葬仪式。
澤西所有商店、持证照经营场所、教区及公共礼堂会向民众开放，方便民众收看葬礼实况。全国各地教堂及公共地方会设置大屏幕转播葬礼。

## 其他
英國全国为英女王举行两分钟默哀，同時希思羅機場暂停所有航班起降30分钟。

## 出席人员

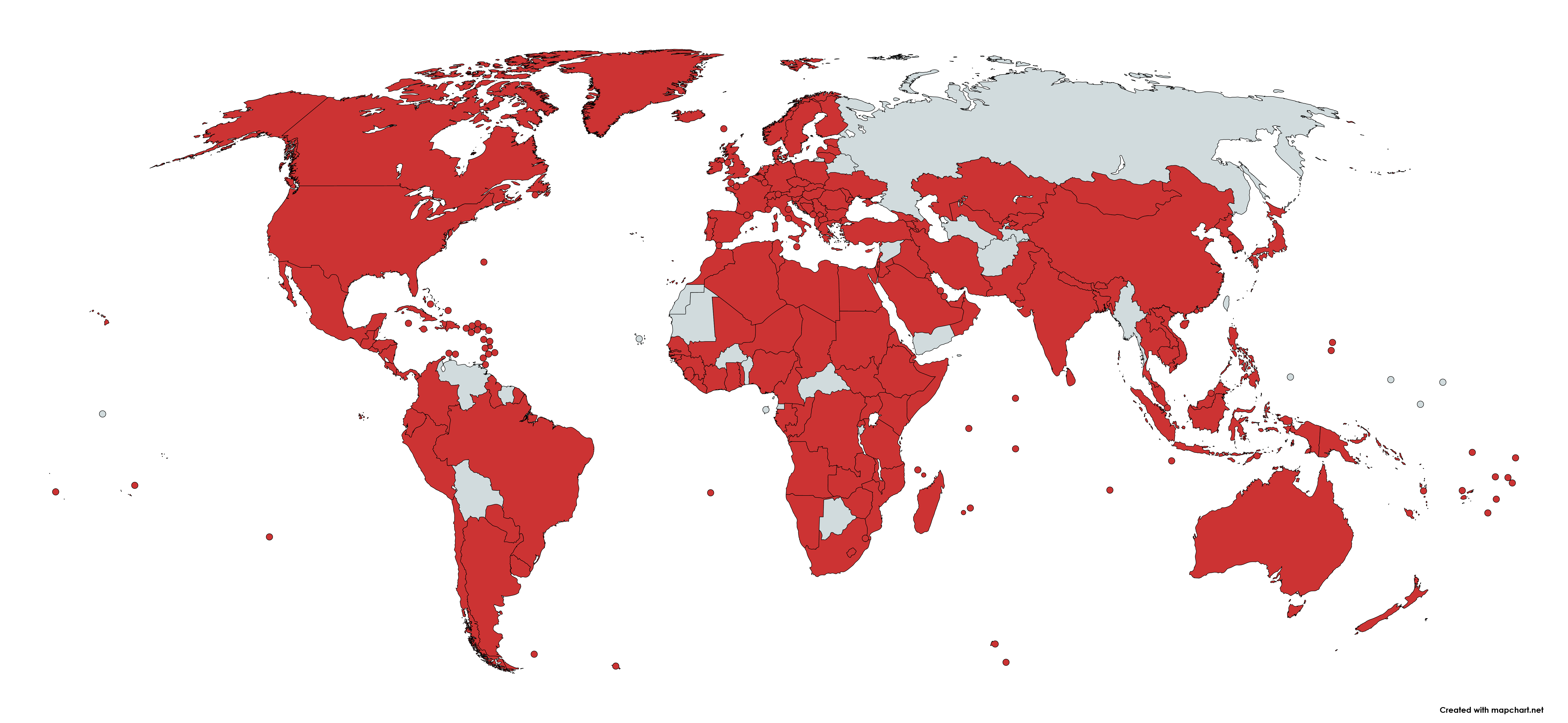
受邀参加伊丽莎白二世国葬的国家及地区

### 联合王国及英联邦王国王室

#### 直系子孫
- 联合王国国王暨英联邦元首查尔斯三世 及 王后卡米拉
  -  联合王国与英联邦王国王储威尔士亲王威廉 及 王妃凯瑟琳
    -  威爾斯的佐治王子
    -  威爾斯的夏洛特公主

  -  萨塞克斯公爵哈里王子 及 夫人梅根
- 安妮长公主 及 丈夫蒂莫西·劳伦斯爵士
  -  彼得·菲利浦斯
  -  扎拉·廷德爾 及 丈夫麥克·汀達爾
- 约克公爵安德鲁王子 及 夫人莎拉
  -  碧翠絲公主 及 丈夫艾杜亞度·馬佩利·莫茨
  -  尤金妮公主 及 丈夫傑克·布魯斯班克
- 威塞克斯伯爵爱德华王子 及 夫人蘇菲
  -  路易絲·溫莎女勳爵
  -  塞文子爵詹姆斯

#### 旁系（喬治六世的後代）
- 史諾登伯爵大衛·阿姆斯壯-瓊斯
- 薩拉·查托女勳爵及丹尼爾·查托（英语：Daniel Chatto）

#### 旁系（喬治五世的後代）
- 格洛斯特公爵理查德王子及夫人比哲特
- 肯特公爵爱德华亲王及夫人凯瑟琳
- 奥格威爵士夫人雅丽珊郡主
- 根德的米高王子及王妃

#### 旁系（維多利亞女王的後代）
- 帕梅拉·希克斯夫人

### 联合王国

#### 聯合王國政府
- 联合王国首相 莉兹·特拉斯及丈夫休·奥莱利（英语：Hugh O'Leary）
  -  联合王国前首相 馬卓安爵士（任期：1990－1997）及諾爾瑪·梅傑爵士夫人
  -  联合王国前首相 貝理雅爵士（任期：1997－2007）及彭雪玲爵士夫人
  -  联合王国前首相 白高敦（任期：2007－2010）及夫人莎拉·布朗
  -  联合王国前首相 戴维·卡梅伦（任期：2010－2016）及夫人謝曼芙
  -  联合王国前首相 文翠珊爵士夫人（任期：2016－2019）及丈夫文菲臘爵士
  -  联合王国前首相 鲍里斯·约翰逊（任期：2019－2022）及夫人凱莉·约翰逊

#### 聯合王國國會
- 上議院議長 約翰·麥克福爾男爵及麥克福爾男爵夫人
- 下議院議長 林賽·霍伊爾爵士及賀立紳爵士夫人
- 国王陛下最忠诚的反对派领袖 凯尔·斯塔默爵士及施紀賢爵士夫人
- 蘇格蘭民族黨英國國會領䄂 伊恩·布萊克福德及夫人安·約曼
- 自由民主黨領䄂 愛德·戴維爵士及戴宏爵士夫人

#### 倫敦市長
- 伦敦市长萨迪克·汗与妻子萨迪亚（Saadiya Ahmed）[79]

#### 各联合王国构成国政府
- 蘇格蘭首席部長 妮古拉·斯特金与丈夫彼得·马雷尔（英语：Peter Murrell）[79]
- 威爾斯首席部長 马克·德雷克福特
- 北爱尔兰代理首席部长 米歇尔·奥尼尔

#### 王冠属地
- 根西执达吏 理查德·J·克里普维尔[80]
- 泽西执达吏 蒂莫西·勒·科克[80]
- 马恩执达吏 約翰·洛里默[81]

#### 联合王国海外领土
- 安圭拉总督 迪利尼·丹尼尔-塞尔瓦拉特纳姆[82]
  -  安圭拉总理 埃利斯·韦伯斯特[82]
- 百慕大总督 蕊娜·勞治[83]
  -  百慕大总理 愛德華·大卫·伯特[83]
- 英属维尔京群岛总督 约翰·兰金[84]
  -  英属维尔京群岛总理 纳塔利奥·惠特利[84]
- 开曼群岛总督 羅廷[85]
  -  开曼群岛总理 韦恩·潘顿[85]
- 直布罗陀总督 戴維·斯蒂爾[86]
  -  直布罗陀首席大臣 費比安·皮卡多[86]
- 蒙特塞拉特总督 莎拉·特卡[87]
  -  蒙特塞拉特总理 伊斯顿·泰勒-法雷尔[87]
- 特克斯和凯科斯群岛总督 奈祖·戴金[88]
  -  特克斯和凯科斯群岛总理 華盛頓·米西克[88]

### 英联邦

#### 英联邦王國總督
- 澳大利亚总督 大衛·赫利
- 伯利兹总督 察芙拉[89]
- 加拿大总督 玛丽·梅·西蒙[90]
  -  前加拿大总督 庄美楷（任期：2005-2010）[90]
  -  前加拿大总督 大衛·勞埃德·約翰斯頓（任期：2010-2017）[90]
- 格林纳达总督 塞茜尔·拉格雷纳德[91]
- 牙买加总督 帕特里克·艾伦[92]
- 新西兰总督 辛迪·基罗
  -  前新西兰总督 西尔维亚·卡特赖特
- 巴布亚新几内亚总督 鲍伯·达达[93]
- 署理聖露西亞總督 艾路·查爾斯（英语：Errol Charles）爵士[94]
- 聖文森及格瑞那丁總督 蘇珊・朵根（英语：Susan Dougan）女爵士[95]
- 所罗门群岛总督 戴维·武纳吉[96]
- 图瓦卢总督 Tofiga Vaevalu Falani[97]

#### 英联邦國家元首或政府首腦
- 安提瓜和巴布达总理 贾斯顿·布朗
- 澳大利亚总理 安东尼·阿尔巴尼斯
- 孟加拉总理 谢赫·哈西娜[98][99]
- 文莱苏丹 哈桑纳尔·博尔基亚[100]
- 加拿大总理 贾斯汀·特鲁多与夫人蘇菲·格雷戈瓦·杜魯多[90]
  -  前加拿大总理 金·坎貝爾（任期：1993）[90]
  -  前加拿大总理 让·克雷蒂安（任期：1993-2003）[90]
  -  前加拿大总理 保羅·馬丁（任期：2003-2006）[90]
  -  前加拿大总理 史蒂芬·哈伯（任期：2006-2015）[90]
- 塞浦路斯总统 尼科斯·阿纳斯塔夏季斯[101]
- 斐济总理 弗兰克·姆拜尼马拉马[102]
- 印度总统 德拉帕迪·慕爾穆[103]
- 牙买加总理 安德鲁·霍尼斯
- 前马拉维总统 乔伊斯·班达[104]
- 马来西亚最高元首 苏丹阿都拉及最高元首东姑阿兹莎阿米娜[105]
- 马尔代夫总统 易卜拉欣·穆罕默德·萨利赫[106]
- 马耳他总统 乔治·韦拉[107]
- 纳米比亚总统 哈格·根哥布[108]
- 新西兰总理 杰辛达·阿德恩[109]
  -  庫克群島總理 馬克·布朗[110]
  -  纽埃总理 道爾頓·塔格拉吉（英语：Dalton Tagelagi）[111]
- 巴基斯坦总理 夏巴兹·谢里夫[112]
- 巴布亚新几内亚总理 詹姆斯·马拉佩[93]
- 萨摩亚国家元首 瓦莱托阿·苏阿劳维二世[113]
- 新加坡總統 哈莉瑪·雅各布[114]
- 南非总统 西里尔·拉马福萨[115]
- 斯里兰卡总统 拉尼尔·维克勒马辛哈[116]
- 汤加国王 图普六世[117]
- 特立尼达和多巴哥总统 宝拉-梅·维克斯[116]

#### 英联邦高級專員
- 加拿大駐英高级专员 拉尔夫·古德萊爾
- 新西兰駐英高级专员 珊农·奥斯汀

#### 英联邦机构
- 英联邦秘书长 帕特里夏·斯科特兰女男爵
- 前英联邦秘书长 唐·麦金农

### 其他國家王室

#### 君主制國家
- 比利时国王 菲利普及王后瑪蒂爾德[118][116]
- 不丹国王 吉格梅·凯萨尔·纳姆耶尔·旺楚克及王后吉增·佩瑪[119]
- 丹麦女王 玛格丽特二世[120]
  -  丹麦王儲 弗雷德里克[120]
  -  丹麦希臘的安妮-瑪麗公主
  -  丹麦希臘的帕夫洛斯王子[121]
- 日本天皇 德仁及皇后雅子[122]
- 約旦國王阿卜杜拉二世[122]
- 列支敦士登監國 阿洛伊斯及世子妃索菲[123]
- 卢森堡大公 亨利及大公夫人瑪麗亞·特麗莎[124]
- 摩纳哥亲王 阿尔贝二世及親王妃夏琳[125]
- 荷兰国王 威廉-亚历山大及王后马克西玛[126]
  -  荷兰太上女王 贝娅特丽克丝公主[126]
- 挪威国王 哈拉尔五世与王后宋雅·哈拉尔森[127]
- 阿曼蘇丹海賽姆·本·塔里克·阿勒賽義德[128]
- 卡塔尔埃米尔 塔米姆·本·哈迈德·阿勒萨尼[125]
- 西班牙国王 菲利普六世及王后萊蒂西亞[129]
  -  西班牙太上王 胡安·卡洛斯一世及王太后索菲亞[129]
- 瑞典国王 卡尔十六世·古斯塔夫及王后希爾維亞[125]
- 沙特阿拉伯王储 穆罕默德·本·萨勒曼→图尔基王子（英语：Turki bin Mohammed Al Saud (born 1979)）[130]
- 汶萊阿布杜·馬丁王子

#### 改為共和制國家及其名義上的王室
- 奧匈帝國的卡爾·馮·哈布斯堡[131]
- 巴登的马克西米利安·安德烈阿斯[132]
- 前保加利亚沙皇和前保加利亚总理 西美昂二世[133]
- 前希臘王后安妮-瑪麗和王儲帕夫洛斯母子[125]
- 意大利王子（名义上） 埃曼努埃莱·菲利伯托[134]
- 毛利人国王（英语：Māori King Movement）（宣称） 图希提亚·帕基（英语：Tūheitia Paki）[135]
- 罗马尼亚王室继承人之夫 拉杜親王[136]
- 南斯拉夫国王（宣称） 亚历山大[137]

### 国际政要

#### 国家领导人
- 阿尔巴尼亚总统 巴伊拉姆·贝加伊
- 阿尔及利亚总理 艾曼·本·阿卜杜勒-拉赫曼
- 安道爾親王 霍安·恩里克·比韦斯-西西利亚
- 亞美尼亞總統 瓦哈根·哈恰图良
- 奥地利总统 亚历山大·范德贝伦[138]
- 巴西总统 雅伊尔·博索纳罗与夫人米歇尔·博索纳罗[139]
- 保加利亚总统 魯門·拉德夫
- 中华人民共和国副主席 王岐山[140]
- 克罗地亚总统 佐兰·米拉诺维奇[141]
- 捷克总理 彼得·菲亚拉[142][143]
- 爱沙尼亚总统 阿拉尔·卡里斯[144]
- 芬兰总统 绍利·尼尼斯托[145]
- 法国总统暨安道爾親王 埃马纽埃尔·马克龙与夫人布丽吉特·马克龙[146]
- 德国总统 弗兰克-瓦尔特·施泰因迈尔[147]
- 希腊总统 卡特琳娜·萨凯拉罗普卢[148]
- 匈牙利总统 诺伐克·卡塔琳[149]
- 意大利总统 塞尔焦·马塔雷拉[147]
- 以色列总统 艾萨克·赫尔佐格与夫人米哈尔·赫尔佐格（英语：Michal Herzog）[150]
- 爱尔兰总统 迈克尔·希金斯
  -  爱尔兰总理 米哈尔·马丁[151][152]
- 韩国总统 尹锡悦与夫人金建希[153]
- 科索沃總統 韋約莎·奧斯曼尼及其丈夫
- 拉脱维亚总统 埃吉尔斯·莱维茨[154]
- 黎巴嫩总理 纳吉布·米卡提[155]
- 立陶宛总统 吉塔纳斯·瑙塞达[156]
- 蒙古总理 罗布森那木斯莱·奥云额尔登
- 北马其顿总统 斯特沃·彭达罗夫斯基[157]
- 巴勒斯坦总理 穆罕默德沙·什泰耶[152]
- 波兰总统 安杰伊·杜达[158]
- 葡萄牙总统 马塞洛·雷贝洛·德索萨[159]
- 罗马尼亚总统 克劳斯·约翰尼斯[160]
- 圣马力诺执政官 奥斯卡·米纳 及 保羅·隆代利[161]
- 塞尔维亚总理 安娜·布納比奇[162]
- 斯洛伐克总统 苏珊娜·恰普托娃[163]
- 斯洛文尼亚总统 博鲁特·帕霍尔[164]
- 瑞士联邦主席 伊尼亚齐奥·卡西斯[165]
- 烏克蘭總理 杰尼斯·什米加尔
- 美国总统 乔·拜登与夫人吉尔·拜登[166]

#### 外交部长
- 智利外交部部长 安东尼娅·乌雷霍拉[167]
- 哥伦比亚外交部部长 阿尔瓦罗·莱瓦[168]
- 墨西哥外交部部长 馬塞洛·埃夫拉德[169]
- 尼泊尔外交部部长 纳拉扬·卡德卡[170]
- 聖克里斯多福及尼維斯外交部長兼前總理 登齐尔·道格拉斯
- 西班牙外交、欧洲联盟与合作事务大臣 何塞·曼努埃尔·阿尔巴雷斯[171]
- 土耳其外交部部长 梅夫吕特·恰武什奥卢[172]
- 乌拉圭外交部部长 弗朗西斯科·布斯蒂略[173]
- 圣座与国家关系秘书 保祿·加拉格爾[174]

#### 国际组织
- 欧洲理事会主席 夏尔·米歇尔[146][152]
- 欧盟委员会主席 乌尔苏拉·冯德莱恩[146][152]
- 联合国幕僚长 厄尔·考特尼·拉特雷
- 北約秘書長 延斯·史托騰伯格[175]

### 未获邀请
敘利亞、委內瑞拉、阿富汗、白俄羅斯、俄羅斯及緬甸未收到出席女王國葬的邀請函。北韓、尼加拉瓜及伊朗只有大使級官員受邀出席。。

## 相关事件

### 中華人民共和國代表团吊唁及相关风波
2022年9月15日，英国保守党议员蒂姆·洛顿和伊恩·邓肯·史密斯爵士联同7名被中华人民共和国政府制裁的国会议员在内的代表团，向英国下议院议长、上议院议长和外交大臣詹姆斯·克莱弗利三人致函，以表达他们对新疆存在的侵犯人权的行为，以及在邀请中华人民共和国代表在女王葬礼上可以无限制地到访威斯敏斯特宫表示担忧，要求对中华人民共和国代表团实施某程度的行动限制。隔日，下议院议长林赛·霍伊尔爵士表示允许议员们提出的建议，拒绝了中华人民共和国代表团进入威斯敏斯特宫吊唁女王的请求，但有关禁令不会扩大至中华人民共和国副主席以上官员。英国议会与外交部以外交安全为理由，拒绝公开世界各国领袖获邀出席国葬的名单。针对这一表态，中华人民共和国外交部发言人毛宁在16日的记者会上被问及此事时表示，还没有看到相关的报道。她说：“伊丽莎白二世女王国葬是英国的重要活动，外国代表团应英方邀请出席活动，是对已故女王的尊敬和对英国的重视。英方作为主人理应秉持外交礼节和待客之道”。毛宁表示，应英国政府邀请，国家主席习近平特别代表、国家副主席王岐山将出席19日在伦敦举行的伊丽莎白二世女王葬礼。
9月17日，一名英国外交部官员向路透社称，尽管英国与中华人民共和国存有外交争议，但世界各国领袖或其代表若获邀出席国葬都可以参加瞻仰灵柩。英国首相发言人表示，邀请出席女王葬礼的名单是由白金汉宫决定的。按照惯例，英国外交部主要邀请与英国有外交关系的人。
9月18日下午，中华人民共和国副主席王岐山及陪同的中国政府朝鲜半岛事务特别代表、前中国驻英国大使刘晓明前往英国议会大厦，参加女王遗体告别仪式。9月19日上午，王岐山一行乘专车，与各国元首、王室成员、政府代表共同出席在威斯敏斯特大教堂举行的女王国葬仪式。王岐山向查尔斯三世国王转达习近平主席及中国政府和人民对女王駕崩的哀悼，向英国王室、政府和人民致以诚挚慰问。查尔斯三世国王向中方转达口信，感谢和欢迎王岐山副主席作为习近平主席特别代表来英国参加女王葬礼。英國副首相特蕾丝·科菲也代表英国政府感谢王岐山专程参加女王葬礼。
根据消息人士透露，王岐山出席葬礼时未乘坐英方为各国领导人准备的大巴车，而是和美国总统拜登一样乘坐专车出席。且王岐山一行在吊唁过程中全程佩戴口罩。联合新闻网认为，對於必須嚴格遵守防疫政策的中國大陸民眾來說，王岐山若不戴口罩，可能會引來對中国大陸當前防疫措施必要性的強烈質疑。
美国之音表示，威斯敏斯特宫发言人证明获邀者都可以进入，但中国驻英大使郑泽光仍被禁止进入。同时，负责翻译的人员只能出席招待会，不能参与葬礼。蒂姆·洛顿随后批评英国当权派向下议院议长霍伊尔施加压力，并暗讽英国绥靖主义的回归。下议院议长林赛·霍伊尔爵士对此澄清，他沒有被施加压力，并坚持拒绝中华人民共和国代表团进入威斯敏斯特宫的理由没有改变，并表示不应让政治争议在这场对全世界都感到悲痛的葬礼蒙上阴影。英国外交部消息人士也称沒有对此施压。

### 沙特王储被禁止参加葬礼
原本英国方面也邀请了沙特阿拉伯领导人参加女王葬礼，但在沙特王储穆罕默德·本·萨勒曼率代表团抵达伦敦后，英国一家法院以萨勒曼是卡舒吉遇害案幕后主使为由，禁止他参加女王葬礼，据此英国外交部也宣布禁止萨勒曼参加伊丽莎白二世的葬礼。消息宣布后，萨勒曼率团回国，但沙特仍派出图尔基王子参加葬礼。

### 中華民國駐英代表留言致唁及相关风波
2022年9月19日，中華民国政府表示，駐英國台北代表處代表謝武樵“在享有與各國赴英弔唁元首、代表及王室成員同等待遇下”，前往英國外交部轄管的蘭開斯特府，代表台灣完成簽名留言致唁。对此，中華人民共和國外交部發言人毛寧表示，謝武樵弔唁英女王是「利用弔唁活動进行政治炒作」。

### 巴西總統在倫敦遭抗議
巴西总统雅伊爾·博索納羅在英国女王伊丽莎白二世葬礼的前几个小时，在巴西驻伦敦大使馆的阳台上，向着其穿着黄色衣服的支持者发表一场关于左翼、堕胎和性别意识形态的政治演讲，以为即将在10月举办的总统选举进行准备。他在伦敦市中心进行的政治演讲吸引数以百计的支持者到场欢迎，但同时也引起了英国和巴西人权专家和新闻工作者的愤怒，并举着谴责巴西总统的横幅在大使馆外举行抗议。一些团体是为2022年6月英国记者多姆·菲利普斯与巴西当地土著专家布鲁诺·佩雷拉在亚马逊雨林中被谋杀一事，以表达对他的愤怒。也有群体是不满博索纳罗利用葬礼旅行来进行政治活动，他在演讲中用了大约13秒的时间谈论英女王，而将近两分钟的时间谈论了他的竞选议程，认为是不尊敬的行为。许多环保主义者和土著人民及其领土权利的捍卫者也批评了博索纳罗在巴西政策，称他在亚马逊地区造成了生态破坏。伦敦警方对此向巴西大使派出警力进行维安，并将支持者和抗议团体分开。也有观点对此遣责博索纳罗的支持者在市中心（距离英女王所在的威斯敏斯特宫不到两英里）大声疾呼，使得警方不得不派员进行保护是在滥用资源。

### 亞美尼亞總統違反禁攝令拍照事件
亞美尼亞總統哈恰圖良在弔唁過程中，其助理違反規定私自掏出手機為總統和女王靈柩進行攝影。

### 國葬泰王室未現身引關注
泰國由駐英國大使林培森（Pisanu Suvanajata）代表出席，王室成員並未現身，引發關注。而在曼谷大王宮马尼·诺帕拉門外，設置了大幅的英女王半身肖像，並擺上鮮花，民眾可在9月25日前前往致意。泰國外國記者俱樂部（FCCT）則舉行了國葬轉播活動；在曼谷的彩虹中心高塔也展示著女王肖像以茲紀念。
伊莉莎白二世生前曾造訪泰國2次，第一次是1972年隨夫婿菲立浦親王、安妮長公主前來，期間訪問了清邁，欣賞了蘭花還有一系列的手工藝品；睽違20多年，才在1996年訪問了曼谷，兩次均由前泰王蒲美蓬與皇后詩麗吉接待。